# Culicoides semicircum
Culicoides semicircum är en tvåvingeart som beskrevs av Tokunaga 1959. Culicoides semicircum ingår i släktet Culicoides och familjen svidknott. Inga underarter finns listade i Catalogue of Life.